# Pierre-Ambroise-François Choderlos de Laclos

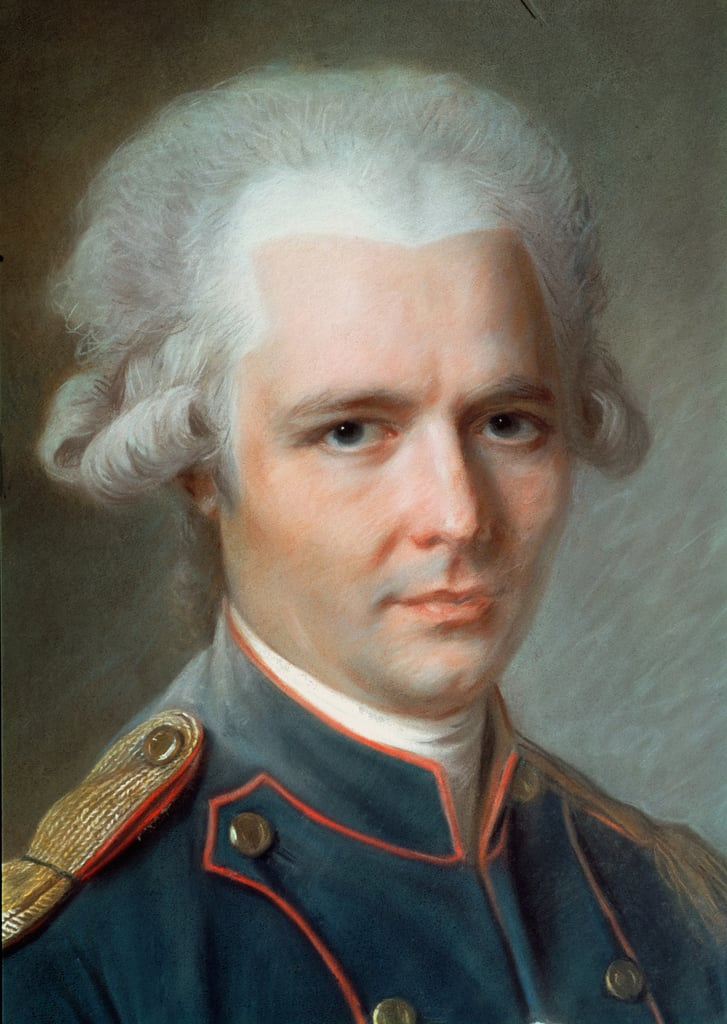
Choderlos de Laclos, als Capitaine commandant der Artillerie. Pastellbild, vermutlich Alexander Kucharski, um 1786

Pierre-Ambroise-François Choderlos de Laclos (* 18. Oktober 1741 in Amiens; † 5. September 1803 in Tarent) war ein französischer Offizier und Schriftsteller.
Laclos, wie er in der Literaturgeschichte schlicht heißt, verdankt seinen Ruhm einem einzigen Buch, dem Briefroman Gefährliche Liebschaften (Originaltitel: Les Liaisons dangereuses) von 1782, der als einer der besten französischen Romane des 18. Jahrhunderts gilt.

## Leben und Werk

### Herkunft
Laclos stammte aus einer Familie, die erst kurz vor seiner Geburt in den Adelsstand erhoben worden war und an ihren bürgerlichen Namen Choderlos ein adeliges „de Laclos“ angehängt hatte. Über seine Jugendzeit ist so gut wie nichts bekannt.

### Offizier der königlichen Artillerie
1759, während des Siebenjährigen Krieges, trat Laclos in die Armee ein. Er begann eine Ausbildung zum Offizier im königlichen Artilleriekorps (Corps Royal de l'Artillerie), wo er – als nur Neuadeliger – wohl die besseren Karrierechancen für sich sah als in der vom alten Adel dominierten Infanterie oder Kavallerie. 1761 wurde er Unterleutnant (Sous-lieutenant), ein Jahr später Leutnant (Lieutenant). Zum Fronteinsatz kam es wegen des Kriegsendes 1763 nicht mehr. Vielmehr versah Laclos in den folgenden Jahren einen als eher eintönig empfundenen Dienst in wechselnden Garnisonen (Toul, Straßburg, Grenoble, Besançon). Trotzdem brachte er es bereits mit 30 Jahren, 1771, zum Zweiten Hauptmann (Capitaine en second). Im Jahr darauf wurde er Regimentsadjutant (Capitaine aide-major) und 1780 schließlich, als Kommandierender Hauptmann (Capitaine commandant), Batteriechef.
1777 wurde Laclos mit der Errichtung einer Artillerieschule in Valence beauftragt, zu deren Absolventen später Napoleon Bonaparte gehörte. Nach dessen militärischem und politischen Aufstieg geriet dieser Umstand Laclos in späteren Jahren noch zum Vorteil. 1779, in einer Situation neuerlicher politischer Spannungen zwischen Frankreich und England, wurde er auf die Festungsinsel Aix vor dem Kriegshafen Rochefort abkommandiert. Dort beaufsichtigte Laclos die Instandsetzung der maroden Befestigungsanlagen.

### Die Gefährlichen Liebschaften
Nachdem er bis dahin literarisch nur dilettiert hatte mit anakreontischen Gelegenheitsgedichten, einigen erotischen Erzählungen und einem Opernlibretto, verarbeitete Laclos nun auf Aix und während zweier längerer Paris-Urlaube (1780 und 1781) seinen Groll, indem er den Briefroman Les Liaisons dangereuses (wörtlich: gefährliche Beziehungen) verfasste.
In diesem eigentlich als Attacke gegen den Hoch- und Hofadel gedachten Roman treiben zwei als Prototypen der aristokratischen Libertinage vorgestellte Figuren, nämlich ein altadeliger Vicomte und eine altadelige Marquise, zwei neuadelige Frauen, die die Liebe nicht als bloßes Spiel, sondern als Ernst betrachten, getäuscht und enttäuscht in den Tod bzw. ins Kloster. Da Laclos sich aber unvermerkt auch mit seinen als hochintelligent und souverän konzipierten Bösewichten identifiziert und sie als unwillentlich liebend und damit als schließlich selber getäuscht und enttäuscht darstellt, gerät sein Roman zu einem Meisterwerk der psychologischen Analyse, das heute noch faszinieren kann.
Zwar formuliert der Autor im Vorwort die eindeutig moralische Absicht, er wolle seine Leser und vor allem junge Leserinnen warnen vor den unkontrollierbaren Folgen der hedonistisch-laxen adeligen Liebes- und Sexualmoral, der Libertinage, und er bestraft auch pflichtgemäß zum Schluss die beiden Bösen, dennoch wurden die Liaisons bis weit ins 19. Jahrhundert meist als ein unmoralischer, ja pornografischer Text gelesen und missverstanden und dementsprechend immer wieder verboten.
Der gängige deutsche Titel Gefährliche Liebschaften ist übrigens nicht ganz korrekt, denn es geht in dem Roman nicht nur um die Gefahr von Liebschaften, sondern auch von unvorsichtig eingegangenen gesellschaftlichen Beziehungen.
Die Erstausgabe der Liaisons erschien am 23. März 1782. Innerhalb nur eines Monats war die gesamte Auflage von 2.000 Exemplaren verkauft, und es waren Nachdrucke nötig. Der Roman ist seitdem jederzeit – wenn öfters auch nur unter der Hand – im Buchhandel erhältlich gewesen und liegt heute sowohl in illustrierten Liebhaberausgaben wie auch als Taschenbuch vor.

### Heirat und weiteres literarisches Schaffen
Laclos selbst wurde nach dem erfolgreichen, zugleich allerdings einen Skandal auslösenden Erscheinen des Buches auf einen erneut wenig attraktiven Posten in La Rochelle versetzt (1783). Hier schwängerte er 1784 die Tochter eines höheren Beamten und begann einen eher skeptischen Traktat über die Verbesserungsmöglichkeiten der Frauenerziehung. Diesen stellte er aber nicht fertig, nachdem er Vater geworden war und danach auch geheiratet hatte.

### Sekretär des Herzogs von Orleans
1786 erregte Laclos einmal mehr Anstoß, als er in einem offenen Brief an die Académie française darauf hinwies, dass die Konzeption der hochgelobten Befestigungsanlagen des großen Festungsbauers Vauban (1633–1707) inzwischen überholt sei. 1788 schied Laclos schließlich im Range eines Kommandierenden Hauptmanns der Artillerie aus der Armee aus.
Er wechselte sogleich in den Dienst des Herzogs von Orleans, Louis-Philippe-Joseph, später genannt „Philippe Egalité“ und Vater des nachmaligen „Bürgerkönigs“ Louis-Philippe. Als Sekretär des Herzogs bezog er mit 6000 Livres ein mehr als doppelt so hohes Salär, als er es als Hauptmann, mit 2700 Livres, zuletzt bezogen hatte. In seiner Funktion, aber auch eingedenk seiner eigenen politischen Ambitionen, verfasste Laclos in den Jahren 1789 bis 1791 diverse politische Schriften.

### Politischer Kommissar und Revolutionsgeneral
Ab Ende August 1792 diente er dem Revolutionsregime zunächst als sog. Beauftragter des Provisorischen Exekutivrats (Commissaire du Conseil exécutif) beim Kriegsministerium. Weniger als einen Monat später, am 22. September, wurde Laclos zum Maréchal de camp befördert. Vermutlich geschah dies in Anerkennung seiner Verdienste um die Reorganisation der französische Artillerie, die sich während der Kanonade von Valmy bewährt hatte. 1793, im Jahr der Schreckensherrschaft, geriet auch er in Haft und Lebensgefahr. 1794 rettete ihn der Sturz des Diktators Robespierre. 1799 schloss Laclos sich dem neuen starken Mann Napoleon an. Dieser ernannte ihn am 16. Januar 1800 zum Brigadegeneral der Artillerie (Général de brigade), rückwirkend zum 22. September 1792 (dem Datum von Laclos' Beförderung zum Maréchal de camp). Als Kommandeur der Reserve-Artillerie der Rheinarmee und später als Artillerie-Kommandeur der französischen Italienarmee nahm er ab dem Frühjahr 1800 am Zweiten Koalitionskrieg teil.

### Tod
Nach Ausbruch des Dritten Koalitionskriegs, 1803, wurde Laclos der Oberbefehl über die neuformierte französische Neapelarmee übertragen. Im Juli landete er in Tarent, starb jedoch bereits im September an Dysenterie und Malaria. Sein Grab wurde offenbar nach dem Ende der napoleonischen Herrschaft zerstört. Der Grabstein wurde 1952 wiederentdeckt, im Lazarett von Forte a Mare bei Brindisi.

### Sonstiges
Ein weiterer Roman Laclos' kam über Skizzen und Pläne nicht hinaus.

## Werke
- Les Liaisons dangereuses. 1782

Erstausgabe bei Durand Neveu in Paris am 23. März 1782.
- Ernestine (Libretto, 1777), Musik von Joseph Bologne, Chevalier de Saint-Georges
- De l'éducation des femmes (1784/85)
- Instructions aux assemblées de baillage (1789)
- Journal des amis de la Constitution (1790–1791)
- De la guerre et de la paix (1795)

## Deutsche Ausgaben
- Gefährliche Liebschaften. Übers., Einl. August Brücher. Zeichnungen Erich M. Simon. In 4 Teilen. Borngräber, Leipzig 1914
- Gefährliche Liebschaften. Übers. Heinrich Mann. 1920 u.ö.

Schlimme Liebschaften. Mit 14 Kupferstichen. Übertr. u. eingel. von Heinrich Mann. Insel, Frankfurt 1972
- Gefährliche Liebschaften. Übers. Franz Blei. 2 Bde. Hyperion, München [um 1925]

Nachwort von Renate Briesemeister. Diogenes, Zürich 1989
- Gefährliche Liebschaften. Übers., bearb. Erich von Holst. Schreiter, Berlin [1926]
- Gefährliche Liebschaften. Übers. Walter Widmer. Goldmann, München 1959
- Gefährliche Liebschaften. Übers. Hans Kauders. München 1959 u.ö.
- Gefährliche Liebschaften. Übers. Wolfgang Tschöke, Nachw. Elke Schmitter. Hanser, München 2003

## Illustrationen
- Götz von Seckendorff: Handkolorierte Lithographien zu Choderlos de Laclos Liaisons dangereuses. Hannover: Banas & Dette 1920. 10 Tafeln in Mappe.

## Verfilmungen (Auswahl)
- 1959 Gefährliche Liebschaften, Regie: Roger Vadim, mit Gérard Philipe, Jeanne Moreau, Annette Stroyberg und Jean-Louis Trintignant
- 1988 Gefährliche Liebschaften, Regie: Stephen Frears, mit John Malkovich, Glenn Close, Michelle Pfeiffer, Uma Thurman und Keanu Reeves
- 1989  Valmont, Regie: Miloš Forman, mit Colin Firth, Annette Bening und Meg Tilly
- 1999 Eiskalte Engel, Regie: Roger Kumble, mit Reese Witherspoon, Sarah Michelle Gellar und Ryan Phillippe
- 2003  Gefährliche Liebschaften, Regie: Josée Dayan – Mini-Fernsehserie, u. a. mit Rupert Everett, Catherine Deneuve und Nastassja Kinski